# Kameničany
Kameničany (hongrois : Köveskő) est un village de Slovaquie situé dans la région de Trenčín.

## Histoire
La première mention écrite du village date de 1193.

## Démographie

### Évolution de la population
| Année:               | 1994. | 2004.   | 2014.    | 2024.   |
| -------------------- | ----- | ------- | -------- | ------- |
| Nombre de personnes: | 445   | 466     | 540      | 550     |
| Différence:          |       | +4,71 % | +15,87 % | +1,85 % |

| Année:               | 2023. | 2024.   |
| -------------------- | ----- | ------- |
| Nombre de personnes: | 551   | 550     |
| Différence:          |       | -0,18 % |